# Ezequiel Piaz
Ezequiel Paula Piaz (Passo Fundo, 19 de julho de 1967) é um violonista, arranjador e compositor brasileiro.

## Carreira
Seu primeiro CD, intitulado Violão Brasileiro, foi lançado em 1999, contendo composições de sua autoria. O álbum lhe rendeu o "Prêmio de Melhor CD da Música Paranaense".
Já tocou com inúmeros artistas brasileiros, entre os quais Leny Andrade, Lucinha Lins, Zezé Motta, entre outros.